# Malaysia bán đảo
Nhân khẩu Malaysia bán đảo (2020)
Tôn giáo ở Malaysia bán đảo (2020)
| Tôn giáo ở Malaysia bán đảo – Dữ liệu 2020. | Tôn giáo ở Malaysia bán đảo – Dữ liệu 2020. | Tôn giáo ở Malaysia bán đảo – Dữ liệu 2020. | Tôn giáo ở Malaysia bán đảo – Dữ liệu 2020. | Tôn giáo ở Malaysia bán đảo – Dữ liệu 2020. |
| ------------------------------------------- | ------------------------------------------- | ------------------------------------------- | ------------------------------------------- | ------------------------------------------- |
| Religion                                    | Religion                                    |                                             | Percent                                     | Percent                                     |
| Hồi giáo                                    | Hồi giáo                                    |                                             | 67%                                         | 67%                                         |
| Phật giáo                                   | Phật giáo                                   |                                             | 21.4%                                       | 21.4%                                       |
| Ấn Độ giáo                                  | Ấn Độ giáo                                  |                                             | 7.6%                                        | 7.6%                                        |
| Cơ Đốc giáo                                 | Cơ Đốc giáo                                 |                                             | 3.2%                                        | 3.2%                                        |
| Tôn giáo truyền thống Trung Hoa             | Tôn giáo truyền thống Trung Hoa             |                                             | 0.9%                                        | 0.9%                                        |
| Khác                                        | Khác                                        |                                             | 1.7%                                        | 1.7%                                        |

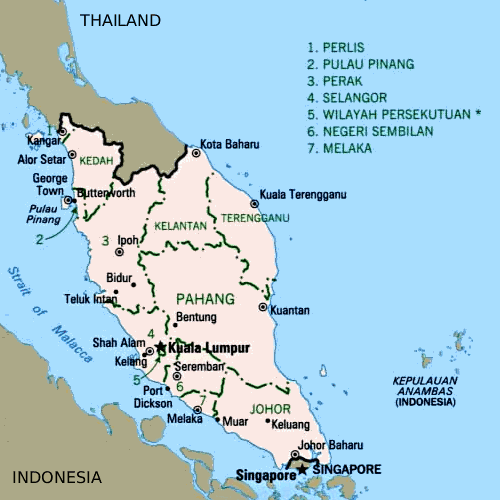
Bản đồ Malaysia bán đảo

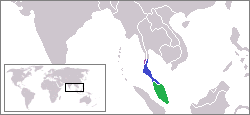
Bán đảo Mã Lai

Malaysia bán đảo (tiếng Mã Lai: Semenanjung Malaysia) là phần lãnh thổ của Malaysia nằm trên bán đảo Mã Lai và chia sẻ biên giới bộ với Thái Lan ở phía bắc. Nó nối liền với đảo quốc Singapore ở phía nam thông qua đường đắp cao và cầu. Vượt qua eo biển Malacca về phía tây là đảo Sumatra thuộc Indonesia. Đông Malaysia (trên đảo Borneo) nằm ở phía đông, ngang qua biển Đông.
Trên lãnh thổ của bán đảo này có 11 bang và 2 vùng lãnh thổ liên bang của Malaysia (bắt đầu từ phía bắc tới phía nam):
- Khu vực miền Bắc: Perlis, Kedah, Penang, Perak
- Khu vực ven biển miền Đông: Kelantan, Terengganu, Pahang
- Khu vực Trung tâm: Selangor, các vùng lãnh thổ liên bang là Kuala Lumpur và Putrajaya
- Khu vực miền Nam: Negeri Sembilan, Malacca, Johor

Malaysia bán đảo còn được gọi là Tây Malaysia (Malaysia Barat) hay Malaya (Tanah Melayu). Thuật ngữ "Malaysia bán đảo" được sử dụng nhiều hơn thuật ngữ "Tây Malaysia" (để tránh ý tưởng là Tây và Đông Malaysia là hai quốc gia riêng biệt như trường hợp của Đông Đức và Tây Đức đã được sử dụng cho đến năm 1990) và cũng nhiều hơn thuật ngữ "Malaya" (hiện nay đã lỗi thời do các ý nghĩa của nó về thời kỳ thuộc địa của Anh). Tuy nhiên, cả ba thuật ngữ này đều chính xác, và thuật ngữ "Malaya" vẫn có thể tìm thấy trong nhiều tên gọi của các cơ quan, chẳng hạn Tòa án tối cao Malaya, Đại học Malaya, Đường sắt Malaya v.v. cũng như trong các ngữ cảnh pháp lý trong câu Negeri-negeri Tanah Melayu (Nhà nước Malaya). Lưu ý rằng cho tới tận năm 1946, thuật ngữ "Malaya" thông thường bao gồm cả Singapore.
Sự khác biệt giữa Tây và Đông Malaysia là đáng kể, ngoài vấn đề địa lý, chẳng hạn các khác biệt trong hệ thống pháp lý cũng như mức độ tự trị cao hơn của các bang (Sabah và Sarawak) thuộc Đông Malaysia hay việc duy trì các hạn chế đối với việc nhập cư từ các bang trên Malaysia bán đảo.